# Kim Meylemans
Kim Meylemans (Lamerdingen, 7 de marzo de 1996) es una deportista germano-belga que compite en skeleton.

## Carrera
Tras iniciarse en el fútbol, comenzó a competir en skeleton en 2009 y fue seleccionada para el equipo nacional alemán en 2013. En la temporada 2014-15, pasó a la selección belga. Está entrenada por Fernando Oliva (entrenador personal) y Martin Rettl (entrenador del equipo), y monta un trineo Schneider.
Meylemans se situó decimocuarta en el Campeonato Mundial de Bobsleigh y Skeleton de 2016 en Innsbruck (Austria); y mejoró hasta terminar quinta en el Campeonato Mundial de Bobsleigh y Skeleton de 2017 en Königssee (Alemania). En los campeonatos europeos de 2017, Meylemans fue novena. Su mejor resultado en el circuito de la Copa del Mundo fue el quinto puesto en Whistler en 2017.
Hizo su primera aparición olímpica en skeleton en los Juegos Olímpicos de Pieonchang 2018, donde acabó en decimocuarta posición global de la competición, con un tiempo total de 3:29,70 minutos, lo que supuso 2,42 segundos más que la campeona, la británica Elizabeth Yarnold. Sus tiempos fueron en la primera carrera 52,56 segundos (16º lugar); en la segunda 52,54 segundos (14º lugar); en la tercera 52,34 segundos (13.er lugar); y en la última 52,26 segundos (11º lugar).
Repitió con Bélgica su segunda experiencia olímpica en los Juegos Olímpicos de Pekín 2022, donde terminó decimoctava en la global, con un tiempo total de 4:11,34 minutos, 3,72 segundos más que alemana Hannah Neise, oro olímpico. Sus tiempos fueron en la primera carrera 1:02,35 minutos (9º lugar); en la segunda 1:02,92 minutos (12º lugar); en la tercera 1:02,34 minutos (11º lugar); y en la última 1:03,73 minutos (20º lugar).

## Vida personal
Meylemans mantiene una relación con la también corredora de skeleton Nicole Silveira.